# Esperança (Uberlândia)
Esperança é um bairro periférico da Zona Norte de Uberlândia, e está localizado à 7 km do centro da cidade. O Esperança, junto com os também bairros extintos Jardim América I, Jardim América II, Esperança I, Esperança II e Residencial Liberdade, hoje, fazem parte de um único bairro, o Santa Rosa.

## O bairro
- O Esperança é um dos menores bairros da cidade, e um dos menos populosos também. O bairro menos populoso de Uberlândia, é o São José, vizinho do Jardim Brasília, também na zona norte.
- O bairro Esperança é de baixa renda. Não tem nenhum tipo de lazer, nem posto de saúde, e na área de educação, tem apenas a EMEI (Escola Infantil) Bairro Esperança.[4][5]
- O Córrego do Lobo, corta toda a zona norte de Uberlândia, incluindo o bairro Esperança.
- O principal acesso ao bairro, é pela Avenida Antônio Thomaz Ferreira de Rezende, importe polo industrial de Uberlândia. E também, pela Avenida Olímpica, próximo ao Parque Siquieroli.[6]